# Stackharen
Stackharen este o arie protejată (arie specială de conservare — SAC, sit de importanță comunitară — SCI) din Suedia întinsă pe o suprafață de 55 ha, integral pe uscat.

## Localizare
Centrul sitului Stackharen este situat la coordonatele 60°16′17″N 16°03′27″E / 60.2713°N 16.0574°E.

## Înființare
Situl Stackharen a fost declarat sit de importanță comunitară în decembrie 1998 pentru a proteja un număr necunoscut de specii din flora spontană și fauna sălbatică aflate în arealul zonei. Situl a fost protejat și ca arie specială de conservare în martie 2011.

## Biodiversitate
Situată în ecoregiunea boreală, aria protejată conține 3 habitate naturale: Pajiști aluvionare boreale nordice, Păduri caducifoliate de mlaștină fino-scandinave, Taiga vestică.
La baza desemnării sitului se află un număr nedeclarat de specii protejate.